# Maria de la Queillerie

Maria de la Queillerie

Maria de la Queillerie, även känd som Maria Quelleverius, född 28 oktober 1629 i Rotterdam, död 11 februari 1664 i Malacka; maka till befälhavaren vid Kapkolonin i Sydafrika. Hon var en av de första västerländska kvinnorna i Sydafrika och har betraktats som stammodern för Sydafrikas afrikaan-minoritet.  
Dotter till prästen Abraham Quevellerius Abrahams och Maria du Bois. Gift 1649/03/28 med Jan van Riebeeck (1619-1677), köpman och skeppsläkare. Hennes familj härstammade från franska hugenotter. År 1652 anlände hon med familjen till Kapstaden. Hon intog en dominerande ställning i kolonin, fungerade från 1658 som penningutlånare till nybyggarna och hade en slavflicka, Eva (Krotoa), som hon använde som tolk vid samtal med urbefolkningen Khoisan. Hon stod officiell värd för mottagningar för kolonins gäster där hon ska ha spelat cembalo vid middagarna och förstått att agera diplomatiskt vid besök av utländska gäster. Hon beskrivs som populär i kolonin. År 1662 blev maken befälhavare för kolonin i Malacka, där hon avled i barnsäng 1664. Hennes begravning drog tusentals besökare. 
Maria de la Queillerie spelar en viktig roll i Sydafrikas historia och har ofta skildrats inom forskningen; vid jubileet 1952 kallades hon afrikaans stammoder och beskrevs som en symbol för introduktionen av den västerländska civilisationen och kristendomen i södra Afrika. Fromhet, dygd och ödmjukhet var egenskaper som hon ansågs ha utgjort ett mönster för. Trots att hennes utseende är okänt, har hon med maken också porträtterats på sedlar, frimärken och i skolböcker, och restes 1952 som staty i centrala Kapstaden. 